# Xenodoxus nobilis
Xenodoxus nobilis är en insektsart som beskrevs av George Clifford Carl 1914. Xenodoxus nobilis ingår i släktet Xenodoxus och familjen vårtbitare. Inga underarter finns listade i Catalogue of Life.